# 亞馬瓦爾
亞馬瓦爾（西班牙語：Yamabal）是薩爾瓦多的城鎮，位於該國東北部，由莫拉桑省負責管轄，面積84.08平方公里，海拔高度257米，2007年人口4,346，人口密度每平方公里51.69人。
13°40′N 88°10′W / 13.667°N 88.167°W